# Higher Blackley
Higher Blackley – dzielnica miasta Manchester, w Anglii, w hrabstwie Wielki Manchester, w dystrykcie metropolitalnym Manchester. W 2011 roku dzielnica liczyła 13 686 mieszkańców.